# Kirsten Aschengreen Piacenti
Kirsten Aschengreen, gift Piacenti (født 29. marts 1929, død 9. april 2021) var en dansk kunsthistoriker med speciale i kunsthåndværk.
Hun tog studentereksamen fra Holte Gymnasium i 1947, hvorefter hun tog til England og fik Higher School Certificate fra Sidcot School året efter. Hun blev B.A. i kunsthistorie (1951) og M.A. (1953, fra Courtauld Institute, University of London og erhvervede i 1966 doktorgraden ved Università degli Studi di Firenze.
I årene 1966-68 var hun stifter og leder af Centret for restaurering af kunsthåndværk, Firenze, blev museumsinspektør ved Museo degli Argenti (sølvkammeret), Palazzo Pitti, også i Firenze, i 1971, hvor hun avancerede til museumsdirektør (1974) og Soprintendente Aggiunto (1978). 1996 kom hun til Museo Stibbert som direktør.
Hun var medlem af The Society of Jewellery Historians og af Society of Court Historians, var formand for CISST, Italiens Forening for Textilstudier 1993-96 og formand for Soroptimist International Firenze 1988-90.
I 1992 modtog hun prisen Firenzes Kvinders Pris, Premio Firenze Donna, i 1995 blev hun ridder af 4. grad af Republikken Italiens Fortjenstorden, i 1995 blev hun Ridder af Dannebrog og 2010 blev hun Lieutenant of Royal Victorian Order.